# Iñigo Calderón
Pour les articles homonymes, voir Inigo.
Iñigo Calderón Zapatería, né à Vitoria-Gasteiz le 4 janvier 1982, est un footballeur espagnol. Il joue au poste de défenseur avant de devenir entraîneur.

## Carrière
Le 7 janvier 2010, Calderón quitte le Deportivo Alavés, dont il était capitaine, et signe un contrat de six mois à Brighton & Hove Albion et constitue la première signature du mercato d'hiver de l'entraîneur uruguayen Gustavo Poyet. Après des contacts avec Southampton, il prolonge finalement son contrat à Brighton.
Lors de la saison suivante, d'autres clubs manifestent un intérêt pour le latéral droit espagnol, comme le club écossais du Celtic. Mais les résultats de Brighton étant positifs et le club décrochant une promotion en Championship, Calderón signe un nouveau contrat de prolongation.

## Palmarès
Brighton & Hove Albion
- League One
  - Champion : 2011